# London Critics’ Circle Film Award
Die London Critics’ Circle Film Awards (kurz ALFS Awards) werden vom London Critics’ Circle seit 1981 jährlich an die besten britischen und ausländischen Leistungen im Bereich des Kinofilms vergeben.
Die 37. Verleihung fand am 22. Januar 2017 im The May Fair Hotel in London statt und wurde von Steve Oram und Alice Lowe präsentiert. Isabelle Huppert erhielt dort sowohl den London Critics’ Circle Film Award/Dilys Powell Award, als auch den Preis für die beste Hauptdarstellerin.

## Preiskategorien
Anmerkung: Die Preisverleihung bezieht sich immer auf im Vorjahr veröffentlichte Filmproduktionen. Die Preisträger von 2016 werden also für ihre Leistungen im Jahr 2015 geehrt.
Die Preiskategorien des Jahres 2012 im Überblick:
| Kategorie                             | Originalbezeichnung(en)                                     | verliehen seit      |
| ------------------------------------- | ----------------------------------------------------------- | ------------------- |
| Bester Film                           | Film of the Year                                            | 1981                |
| Bester britischer Film                | The Attenborough Award – British Film of the Year           | 2012                |
| Bester fremdsprachiger Film           | Foreign Language Film of the Year                           | 1981                |
| Bester Dokumentarfilm                 | Documentary of the Year                                     | 2012                |
| Beste Regie                           | Director of the Year                                        | 1981                |
| Beste britische Nachwuchsregie        | The Virgin Atlantic Award – Breakthrough British Film-Maker | 2009                |
| Bestes Drehbuch                       | Screenwriter of the Year                                    | 1981                |
| Bester Hauptdarsteller                | Actor of the Year                                           | 1984                |
| Bester britischer Darsteller          | British Actor of the Year                                   | 1992                |
| Beste Hauptdarstellerin               | Actress of the Year                                         | 1992                |
| Beste britische Darstellerin          | The Moët & Chandon Award – British Actress of the Year      | 1994                |
| Bester Nebendarsteller                | Supporting Actor of the Year                                | 2012                |
| Beste Nebendarstellerin               | Supporting Actress of the Year                              | 2012                |
| Bester britischer Nachwuchsdarsteller | Young British Performer of the Year                         | 2009                |
| Beste technische Leistung             | The Sky 3D Award – Technical Achievement                    | 2012                |
| Dilys Powell Award                    | The Dilys Powell Award                                      | 1992                |
| Spezialpreis                          | Special Awards                                              | 1981 (unregelmäßig) |

Ehemalige Kategorien:
- Bester britischer Nebendarsteller (1998–2011)
- Beste britische Nebendarstellerin (1998–2011)
- Attenborough Award – Beste Regie (1992–2011)
- Beste britische Regie (1992–2011)
- Bestes britisches Drehbuch (1992–2005)
- Bester britischer Produzent (1992–2001, 2006–2007)
- Beste britische Nachwuchsleistung (1993–2008)
- Britischer technischer Verdienst (1992–1996)
- Beste internationale Nachwuchsleistung (1992–1996)